# 愛媛県教育委員会
愛媛県教育委員会（えひめけんきょういくいいんかい、英語: Ehime Prefectural Board of Education）は、愛媛県の教育委員会である。

## 概要
愛媛県内の教育に関する事務を所掌する行政委員会であり、教育長と5名の委員で構成される。広義では、執行機関である教育委員会事務局を含めて、教育委員会と呼ぶこともある。

## 組織
- 管理部
  - 教育総務課
    - 教職員厚生室

  - 生涯学習課
  - 文化財保護課
  - 保健体育課
- 指導部
  - 義務教育課
  - 高校教育課
  - 人権教育課
  - 特別支援教育課

## 歴代教育長
- 野本俊二
- 藤岡澄
- 仙波隆三
- 井上正
- 三好伊佐夫

## 所在地
〒790-8570 愛媛県松山市一番町四丁目4番地2

## 市町村教育委員会
- 松山市教育委員会